# 蔣丙煌
蔣丙煌（1952年—），為臺灣食品學者，曾任中華民國衛生福利部部長。

## 學歷
- 輔仁大學生物系学士（1975）
- 伊利諾大學厄巴納－香檳分校动物科学系硕士（1979）
- 伊利諾大學食品科学系博士（1983）

## 經歷
- 任教於國立臺灣大學食品科技研究所。
- 自2014年3月3日起任行政院政务委员。
- 2014年10月22日起出任中華民國衛生福利部部長[2] ，2016年5月20日卸任。

## 外部連結
- 蔣丙煌在國立臺灣大學食品科技研究所網頁
- 蔣丙煌在衛福部網頁 （页面存档备份，存于）

| 中華民國政府職務                   | 中華民國政府職務                                    | 中華民國政府職務 |
| ---------------------------------- | --------------------------------------------------- | ---------------- |
| 行政院                             |                                                     |                  |
| 前任： 林奏延（代理） 正任：邱文達 | 衛生福利部部長 第二任 2014年10月22日－2016年5月20日 | 繼任： 林奏延    |